# McDonnell Douglas F-4 Phantom II na Real Força Aérea Australiana
A Real Força Aérea Australiana (RAAF) operou 24 aeronaves McDonnell Douglas F-4E Phantom II, um caça-bombardeiro de ataque ao solo, entre 1970 e 1973. Os Phantom II foram emprestados pela Força Aérea dos Estados Unidos (USAF) como uma forma de colmatar o atraso na entrega de 24 bombardeiros General Dynamics F-111C. A RAAF propôs ao governo australiano ficar com os F-4E, que eram considerados aviões apropriados para este tipo de missão, contudo o governo não concordou e, em 1973, quando os F-111C foram entregues, os F-4E foram devolvidos à USAF. A variante F-4C do Phantom II era uma das aeronaves avaliadas pela RAAF em 1963 como parte de um caso de estudo para a substituição dos bombardeiros English Electric Canberra. O F-111 foi o seleccionado mas, quando o projecto começou a atrasar-se no final dos anos 60 devido a vários problemas técnicos com o bombardeiro, a RAAF determinou que o F-4E Phantom II seria a melhor alternativa. Como resultado dos constantes problemas com o F-111, os governos australiano e norte-americano negociaram um acordo em 1970 onde seriam emprestados à RAAF 24 F-4E, juntamente com equipamento de apoio.
Os F-4E da RAAF entraram em serviço em Setembro de 1970, e provaram ser eficazes na missão. Usados em missões ar-terra, eles preparam as tripulações australianas para o sofisticado F-111, e o treino intensivo realizado usando a aeronave elevou os níveis de profissionalismo e operacionalidade da RAAF. Um dos Phantom ficou destruído num acidente aéreo em Junho de 1971, e um outro foi reparado pela RAAF depois de ficar danificado durante uma aterragem mal-sucedida. As 23 aeronaves que restaram foram devolvidas à USAF em duas levas, uma em Outubro de 1972 e a outra em Junho de 1973.

## Aquisição
O McDonnell Douglas F-4C Phantom II era uma das aeronaves que haviam sido avaliadas, no início dos anos 60, como um potencial substituto dos bombardeiros English Electric Canberra. A meio do ano de 1963, um equipa de oficiais seniores da RAAF dirigida pelo Chefe do Estado-Maior, o Air Marshal Valston Hancock, viajaram para os Estados Unidos e procederam a uma avaliação do General Dynamics F-111 (na altura conhecido como "TFX"), do North American A-5 Vigilante e do F-4C Phantom II. Enquanto permaneciam nos Estados Unidos, a equipa australiana também inspeccionou o Boeing KC-135 Stratotanker, que era considerado uma necessidade para prestar apoio às aeronaves pretendidas. Além disso, os oficiais da RAAF viajaram também para o Reino Unido e para a França, com o intuito de avaliar o BAC TSR-2 e o Dassault Mirage IV, respectivamente. No relatório final, a equipa rejeitou o F-4C devido ao facto de a aeronave não ter a capacidade de alcance, performance a baixa altitude e capacidades de reconhecimento suficientes que a RAAF procurava. De todos os aviões analisados, o F-111 foi considerado o mais indicado para as necessidades da RAAF, contudo a equipa de oficiais também propôs que a RAAF adquirisse 36 aviões Vigilante, sendo que estes também eram indicados para as necessidades e poderiam ser adquiridos num espaço de tempo muito inferior ao do F-111. O governo australiano rejeitou esta proposta, e decidiu proceder à compra de 24 bombardeiros F-111. Na altura, a encomenda foi feita em 1963, para que os bombardeiros fossem entregues em 1967; a data de entrega foi posteriormente adiada para 1968, depois de o governo australiano decidir encomendar uma variante específica, o F-111C. No final de 1963, o governo dos Estados Unidos ofereceu-se para emprestar à Austrália 24 bombardeiros Boeing B-47 Stratojet enquanto os F-111 não fossem entregues. O Quadro Aéreo da RAAF opôs-se à aquisição destas aeronaves, argumentando que eram obsoletas e trariam elevados custos de utilização. Em vez disso, recomendou que um pacote de aviões F-4C e KC-135 fossem emprestados pelos Estados Unidos, isto se necessário. O governo estudou as duas propostas, e rejeitou ambas. Entre 1965 e 1970, seis pilotos australianos que estavam a prestar serviço na Força Aérea dos Estados Unidos (como parte de um programa de troca de militares) pilotaram aviões Phantom II em combate durante a Guerra do Vietname.

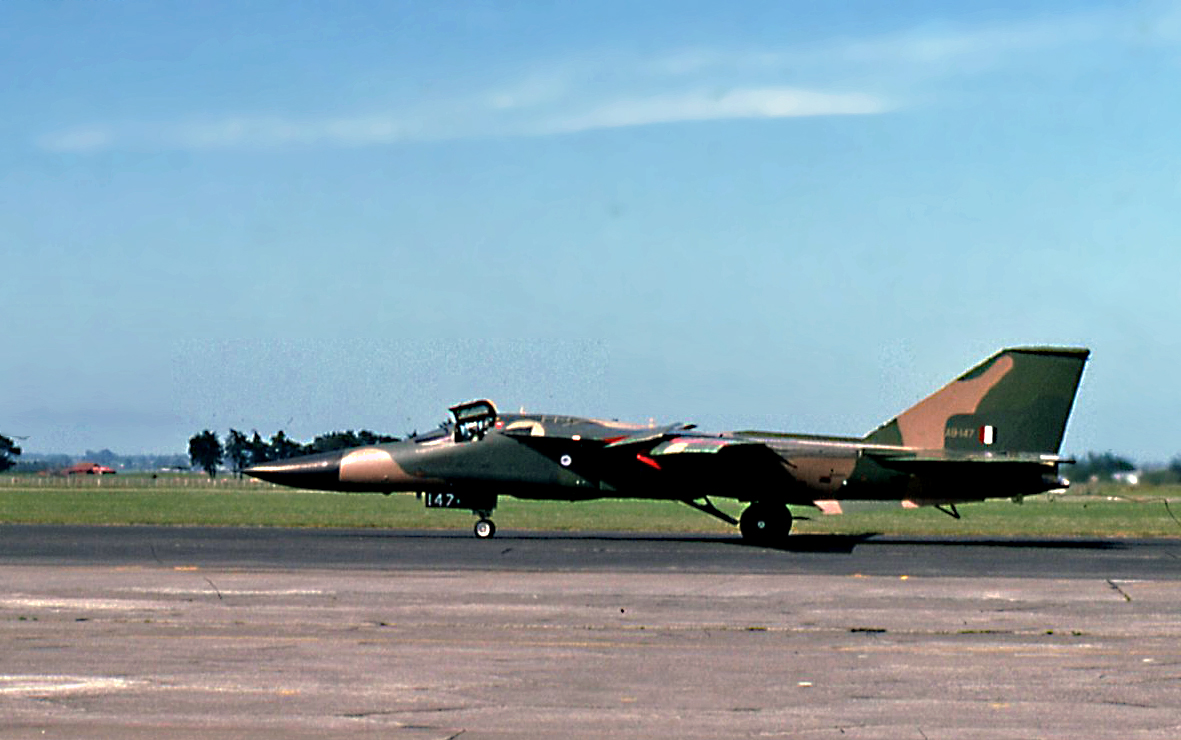
Um dos F-111C da RAAF em 1975

No final dos anos 60, o programa do F-111 sofreu vários problemas. Como resultado dos atrasos do desenvolvimento da variante RF-111 (reconhecimento aéreo) do F-111, sobre o qual a Austrália havia encomendado quatro exemplares, a RAAF considerou, em 1968, a possibilidade de comprar oito RF-4C ou RF-4E e oito reabastecedores. Tanto a força aérea como o governo eventualmente concluíram que ainda era demasiado cedo para tomar uma decisão sólida relativamente a este assunto, e nenhuma acção foi tomada. A RAAF aceitou todos os 24 F-111C numa cerimónia que se realizou em Fort Worth, no Texas, a 4 de Setembro de 1968. Nesta altura o programa do F-111 estava a passar por uma crise, devido a problemas técnicos no design e nas asas do avião, fazendo com que todos os aviões ficassem proibidos de voar depois de um F-111 norte-americano sofrer um acidente no dia 23 de Setembro. Subsequentemente, testes realizados na aeronave revelaram que a esperança de vida dos componentes, que compunham a aeronave, não estavam a atingir a meta pretendida, e os aviões australianos foram colocados num armazém em Fort Worth até que estas falhas pudessem ser rectificadas. Consequentemente, a RAAF avaliou o F-4E Phanton II, o Blackburn Buccaneer, o LTV A-7 Corsair II e o Grumman A-6 Intruder como possíveis substitutos do F-111. Contudo, apenas os F-4E foram considerados como o substituto que poderia ir de encontro com as necessidades operacionais da RAAF, embora tivesse um alcance mais curto e não estivesse munido de radar de seguimento de terreno e de contra-medidas electrónicas, falhas que eram consideradas como um problema.
Por volta de 1970, os F-111C ainda não estavam preparados para voar, e o governo australiano encontrava-se sob pressão para cancelar a encomenda ou adquirir uma outra aeronave. Em Abril do mesmo ano, o Ministro da Defesa da Austrália, Malcolm Fraser, assinou um acordo com o seu homólogo norte-americano, Melvin R. Laird, especificando as condições sob as quais o governo australiano aceitaria os F-111. Como parte das negociações que culminaram neste acordo, Laird ofereceu à Austrália um empréstimo de 24 aviões F-4E Phantom por um preço reduzido. O governo australiano concordou com a recomendação de Fraser de que esta oferta deveria ser aceite, uma recomendação que o Quadro Aéreo também apoiou. Apesar das negociações e dos atrasos, a RAAF continuou focada no F-111C, e o Quadro Aéreo emitiu um comunicado no mês de Maio, argumentando que estas aeronaves "iriam de encontro com as necessidades operacionais da RAAF, havendo uma clara margem de diferença em relação ao F-4E". Em Maio de 1970, uma equipa da RAAF, liderada pelo vice-chefe do estado-maior Charles Read, foi enviada aos Estados Unidos para negociar os termos do empréstimo. Após estarem "todas as cartas em cima da mesa", Read recomendou que o negócio fosse em frente; de acordo com o historiador da RAAF Alan Stephens, esta decisão "encantou os oficiais superiores e as tripulações da força aérea". O Conselho de Ministros posteriormente aprovou o empréstimo de 24 aviões Phantom por um período de dois anos, com um custo total de 41 554 milhões de dólares, incluindo o treino, peças sobresselentes e conselhos técnicos, e o documento oficial do negócio foi assinado no dia 29 de Junho de 1970. A USAF baptizou este acordo com o nome "Peace Reef" (em português: Recife da Paz). Os termos do empréstimo permitiriam ao governo australiano a compra dos Phantom, caso o programa F-111C fosse cancelado, permitindo também que a USAF solicitasse a devolução de todas as aeronaves e respectivos equipamentos em caso de emergência nacional. Laird enviou a Fraser uma carta onde se comprometia, por escrito, a nunca colocar em prática esta última opção, carta que nunca foi divulgada publicamente. Laird também se comprometeu a manter os reabastecedores da USAF sempre a postos para apoiar os aviões australianos durante qualquer crise, sujeitos aos requisitos nacionais norte-americanos e aos termos dos acordos relevantes entre os dois países.

## Serviço operacional
Os Phantom foram entregues pouco depois de o acordo ter sido assinado. Pilotos e navegadores das duas unidades que iriam operar as aeronaves, o Esquadrão N.º 1 e o Esquadrão N.º 6, começaram a chegar aos Estados Unidos em Julho de 1970, para iniciarem um treino de conversão. A maior parte deste treino foi dirigido pelo 4530º Esquadrão de Treino Táctico, da 1ª Asa de Caças Tácticos, na Base aérea de MacDill, Flórida, e constituiu cerca de 32 horas de voo. Alguns militares da USAF também foram destacados para a Base aérea de Amberley, em Queensland, onde os F-4E ficariam colocados, para treinar as tripulações de terra australianas. Os Phantom destinados à força aérea australiana tinham acabado de sair da fábrica, e em vez de serem colocados nas fileiras norte-americanas, foram entregues aos australianos. A RAAF aceitou todas as 24 aeronaves em Setembro de 1970, e foram enviadas para Amberley em quatro grupos de seis aeronaves; o primeiro destes grupos chegou à base no dia 14, o segundo no dia 19, o terceiro no dia 26 e, por fim, as últimas seis aeronaves chegaram no dia 3 de Outubro. Todos os Phantom australianos ficaram com o prefixo "A69" nos números de série que lhes estavam destinados, contudo, isto nunca foi aplicado nas aeronaves; durante toda a sua estadia na Austrália, elas mantiveram os números de série da USAF.

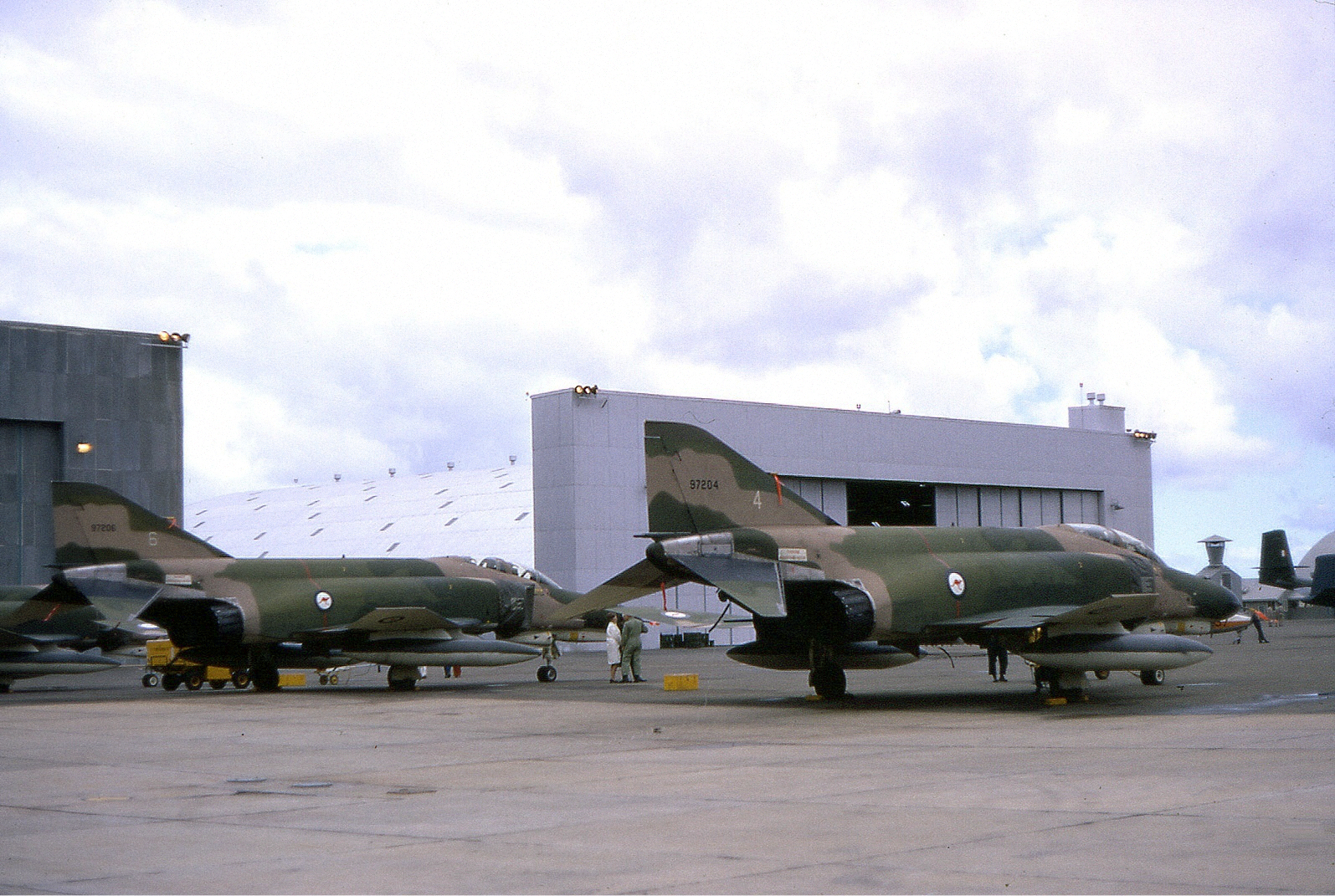
Dois F-4E da RAAF na Base aérea de Edimburgo, em 1971

O Phantom representou um grande salto em frente na capacidade da RAAF de realizar ataques ar-solo. Os F-4E eram tecnologicamente mais avançados que os Canberra, pois para além de conseguirem voar em velocidades supersónicas, estavam equipados com radar e mísseis ar-ar, além de estarem munidos com um sistema de navegação inercial, um computador de ataque ar-solo e um canhão. Estes novos aviões eram capazes de realizar diversos tipos de missão, apesar de a RAAF essencialmente os ter usado como aviões de ataque. Esta característica foi seleccionada para preparar as tripulações e os pilotos para o F-111, e a maior parte dos treinos realizados focavam-se em tarefas e missões que o F-111 mais tarde poderia vir a fazer. Estes treinos começaram apenas três dias depois de as primeiras aeronaves chegarem a Amberley. Inicialmente, as aeronaves não ficaram nem sob o controlo do Esquadrão N.º 1 nem do Esquadrão N.º 6; enquanto todas as aeronaves e todas as tripulações não chegassem à Austrália, as aeronaves e os treinos seriam controlados pela Asa N.º 82. Os programas de treino rapidamente cresceram em complexidade, sendo que em Outubro já se praticava voos nocturnos, em Novembro já se treinava missões de bombardeamento e, em Janeiro, começou-se a praticar simulações ar-ar. Os treinos de ataque ar-solo começaram a realizar-se em Fevereiro de 1971, e em Junho do mesmo ano, os Phantom começaram a lançar bombas reais durante exercícios. A introdução das aeronaves em serviço foi adiada devido a uma falta no fornecimento de peças extra, apesar de todas as 24 aeronaves estarem operacionais no final de 1970.
Durante o seu serviço na RAAF, os Phantom foram usados lado a lado com os Dassault Mirage III da RAAF e os Douglas A-4 Skyhawk da Real Marinha Australiana. Para além dos voos de treino rotineiros, os Phantom participaram em exercícios de defesa aérea a nível nacional e também realizaram alguns treinos de ataques contra navios. Os F-4E também participaram em espectáculos aéreos, incluindo quatro que fizeram parte das exibições aéreas, em diferentes partes da Austrália, que marcaram o 50º aniversário da RAAF, entre Março e Abril de 1971. A manutenção dos Phantom era realizada pelo Esquadrão N.º 482 e pelo Depósito de Aeronaves N.º 3, ambos localizados em Amberley. Para além do serviço rotineiro, estas unidades modificaram os radares AN/APQ-120 dos Phantom durante o início de 1971. Em resposta a problemas detectados durante a manutenção, o pessoal técnico da RAAF verificou todos os F-4E para detectar, em Setembro de 1971, problemas no sistema de flaps de emergência e, no início de 1972, realizaram testes com raios X para detectar fissuras nos estabilizadores. Os Phantom da RAAF sofreram vários acidentes ao longo do seu percurso na força australiana. O primeiro ocorreu no dia 19 de Outubro de 1970, quando o sistema de accionamento do freio ABS no Phanton A69-7234 não funcionou. Decidiu-se então usar o sistema de cabos de desaceleração de Amberley para desacelerar a aeronave quando esta aterrasse, contudo também este sistema falhou quando o gancho do A69-7234 agarrou nos cabos, fazendo com que o Phantom deslizasse pela pista fora. O piloto sofreu ferimentos ligeiros e o navegador ficou sem qualquer ferimento, contudo o A69-7234 ficou severamente danificado. A aeronave foi posteriormente reparada pelo Depósito de Aeronaves N.º 3 e regressou ao serviço no dia 30 de Setembro de 1971; nesta altura, esta reparação havia sido a mais complexa até então efectuada num Phantom. O seguinte acidente aéreo grave ocorreu na noite de 16 de Junho de 1971, quando o Phantom A69-7203 despenhou-se no oceano durante um exercício perto de Evans Head, em Nova Gales do Sul, resultando na morte do piloto e do navegador. O custo desta aeronave foi riscado do papel, ao mesmo tempo que também se riscou o custo de reparação de um Lockheed P-3B Orion australiano que havia sofrido um acidente nos Estados Unidos em 1968.
Outros acidentes envolvendo o Phantom incluem o A67-7220, que foi levado para além do limite durante um voo em Fevereiro de 1971 (que resultou na necessidade de se enviar os motores para os Estados Unidos para serem reparados) e o A69-7206, cujo trem de aterragem dianteiro colapsou durante uma descolagem em Janeiro de 1972. A RAAF ficou extremamente satisfeita com a performance dos F-4E, e estes prestaram um papel importante na preparação da Asa N.º 82 para operar o F-111. Muitos militares da força aérea acreditavam que seria muito mais difícil para a asa fazer a transição directamente do Canberra para o F-111. Os Phantom deram aos militares da RAAF experiência no manuseamento de uma aeronave com aviónicos sofisticados e com capacidade de usar vários tipos de armamento, e os treinos intensivos realizados pela Asa N.º 82 durante este período elevaram significativamente o profissionalismo dos seus militares. Alan Stephens, no seu livro Going Solo: The Royal Australian Air Force 1946–1971, argumentou que a velocidade com a qual os militares se adaptaram a operar com os Phantom "ilustrava a excepcional competência técnica da RAAF".

## Devolução

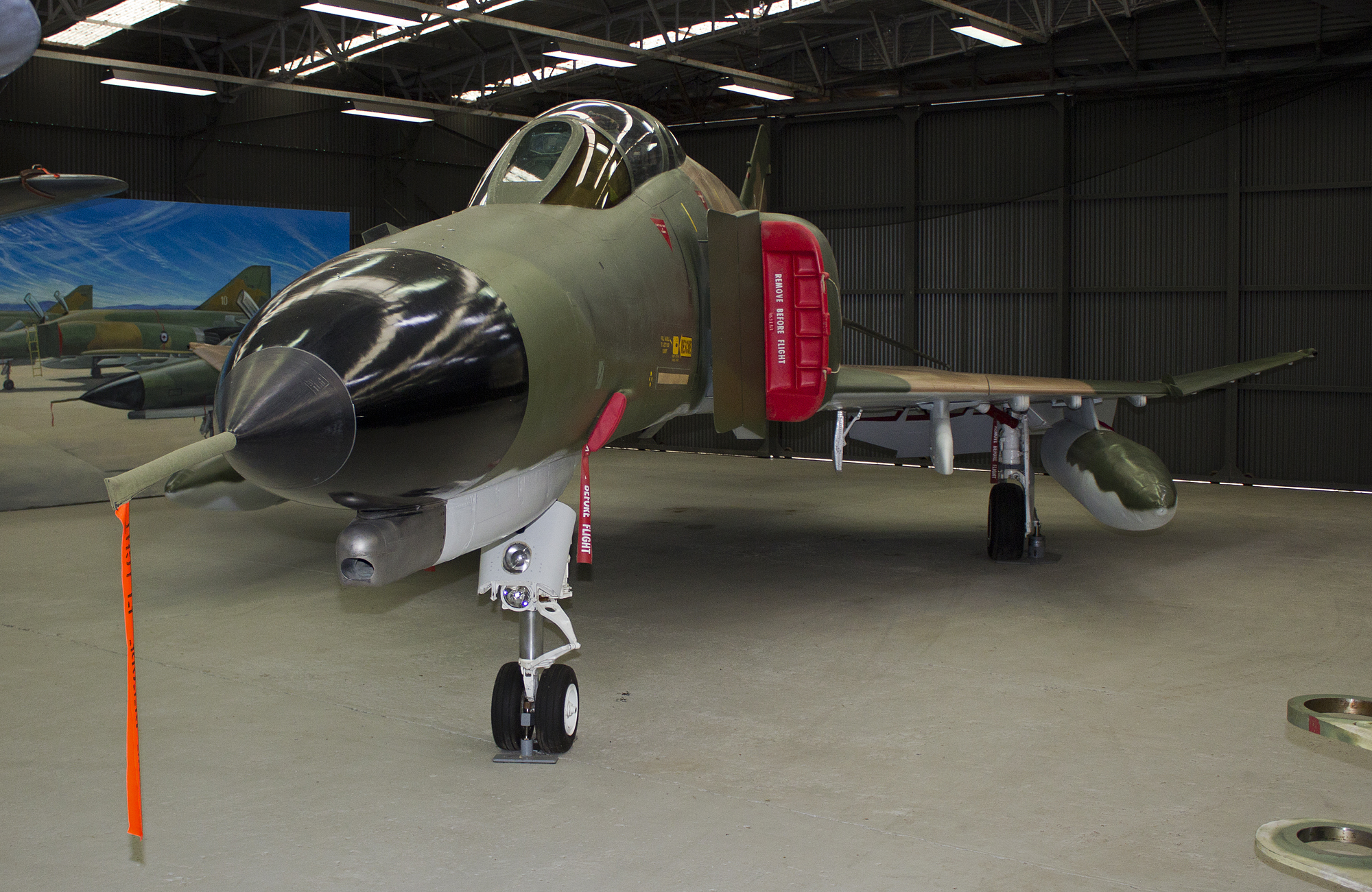
Um antigo F-4E da USAF (67-0237) em exposição no Museu da RAAF

As reparações nos F-111C destinados à RAAF foram realizadas no final de 1971, e as 24 aeronaves foram aceites no dia 15 de Março de 1973. A RAAF considerou manter os Phantom depois de os F-111 entrarem em serviço, e o governo dos Estados Unidos ofereceu-se para vender as 23 aeronaves à Austrália por 54 milhões de dólares. Estudos demonstraram que manter os F-4E nas fileiras custaria 77 milhões, e que um dos esquadrões que operavam o Mirage III teria que desaparecer para abrir espaço para um esquadrão com aviões F-4E. No entanto, o Quadro Aéreo recomendou que os aviões fossem poupados, contudo a proposta foi rejeitada pelo Conselho de Ministros em 1972 depois de o Departamento do Tesouro ter dito que isto não era economicamente viável. Se os Phantom continuassem em serviço pela Austrália, eles passariam a ser usados para providenciar apoio aéreo próximo ao Exército. Os Phantom começaram a ser devolvidos à USAF em 1972. O Esquadrão N.º 6 cessou as operações com o F-4E no dia 4 de Outubro de 1972. Seis F-4E partiram para os Estados Unidos no dia 25 de Outubro do mesmo ano, seguidos de mais cinco em Novembro. Os seis primeiros F-111 chegaram a Amberley no dia 1 de Junho de 1973, e mais seis F-4E partiram para os EUA cinco dias depois. O último voo no Phantom foi realizado no dia 20 de Junho, e mais quatro aeronaves partiram no dia seguinte. Os últimos dois Phantom deixaram a Base aérea de Amberley no dia 21 de Junho. De todos os F-4E devolvidos aos EUA, apenas dois não foram convertidos em aviões Wild Weasel. Um antigo F-4E da USAF encontra-se em exposição no Museu da RAAF, em Melbourne. Esta aeronave, que nunca serviu nas fileiras da RAAF, foi oferecida à RAAF pelo Museu Nacional da Força Aérea dos Estados Unidos em 1990, e está pintada como um dos Phantom usados pela Asa N.º 82.